# Внутских, Александр Юрьевич
Алекса́ндр Ю́рьевич Вну́тских (род. 12 апреля 1974, Пермь) — российский философ. Доктор философских наук, профессор кафедры философии, декан философско-социологического факультета (2007—2011), заместитель декана по науке философско-социологического факультета (с 2012) Пермского университета.
Главный редактор научного журнала «Вестник Пермского университета. Философия. Психология. Социология».

## Биография
В 1996 году окончил биологический факультет Пермского университета, специализировался по кафедре зоологии позвоночных (ихтиология).
В 2000 году занял должность ассистента кафедры философии ПГУ, в том же году за диссертацию «Отбор как всеобщий механизм развития» присуждена учёная степень кандидата философских наук; с 2001 года — старший преподаватель кафедры философии.
В 2003 году присвоено звание доцента; в 2007 году присуждена учёная степень доктора философских наук (диссертация «Философия отбора: онтологические, гносеологические, методологические и историко-философские аспекты»).
С 2007 года по 2011 год — декан, с 2012 года — заместитель декана по научной работе философско-социологического факультета ПГНИУ.
Главный редактор научного журнала «Вестник Пермского университета. Философия. Психология. Социология» (журнал включён в Перечень рецензируемых научных изданий ВАК РФ; входит в другие российские и международные базы данных: Ulrich’s Periodicals Directory, EBSCO Discovery Service, в электронные библиотеки «IPRbooks», «Университетская библиотека on-line», «КиберЛенинка», «Руконт», в электронную систему Российский индекс научного цитирования).
Член совета по защите диссертаций по философским наукам при Пермском государственном университете (2007—2012), а также при Челябинском государственном университете (2016—2018). Входит в Президиум Учебно-методического совета по философии и религиоведению УМО по классическому университетскому образованию Минобра РФ (МГУ им. М. В. Ломоносова). Член Российского философского общества. Являлся экспертом Оксфордского Российского фонда (до 2021) и членом Совета фестиваля театра и кино о современности «Текстура» (до 2015).
Входит в состав ведомственной комиссии по оценке результативности деятельности научных организаций, подведомственных ФАНО России, выполняющих научно-исследовательские, опытно-конструкторские и технологические работы гражданского назначения. Эксперт РАН (№ 2016-01-7945-0183). Член-корреспондент Российской академии естествознания (с 2014). Член регионального отделения Российского общества «Знание» (с 2021).

## Научная деятельность
А. Ю. Внутских — создатель общей теории селективных процессов (отбора и выбора), весьма актуальной в свете «второй дарвиновской революции». Ни одна из общеизвестных «универсальных» концепций селективных процессов (например, А. Богданова, К. Поппера, Д. Кэмпбелла, Г. Чико и др.) не даёт ответа на вопросы о: связи селективного процесса с интегральным прогрессом наблюдаемым в ходе мирового процесса (обычно отбор понимается как элиминация); способности отбора и выбора эффективно преодолевать бесконечность сферы возможного (обычно селективный процесс понимается как локальный процесс «приспособления» систем к условиям, существующим в данном месте в данное время); закономерностях развития самого селективного процесса по мере совершенствования соответствующих систем (обычно селективный процесс понимается как универсальный механизм — и потому трактуется абстрактно).
А. Ю. Внутских ведёт исследования селективного процесса (отбора) как всеобщего и развивающегося эволюционного механизма и конкретно-всеобщей закономерности развития. Показано, что отбор можно рассматривать в качестве специфического взаимодействия таких всеобщих сторон реальности как случайное и необходимое, возможное и действительное, единичное и общее, регресс и прогресс. Разрабатывается общая теория селективных процессов, которая раскрывает механизм связи отбора с прогрессивной направленностью развития, интерпретирует его как подлинно всеобщий механизм, способный «преодолевать» бесконечность мира, а также делает акцент на развитии самого механизма отбора, выделяя его конкретные все более сложные формы в ряду: неживая природа — живая природа — человек и общество.
Также с позиций социально-философского подхода проводятся исследования социальных импактов конвергентных технологий. Показано, что широкое внедрение NBIC-технологий представляет собой высшую на сегодняшний день форму всеобщего (научного) труда. Оно не может не привести к серьёзным изменениям производственных отношений и социальных институтов, в частности, к масштабной децентрализации производства и разрушению ряда рыночных структур. Исследуются риски, которые связаны с развитием конвергентных технологий. Предложено рассматривать внедрение конвергентных технологий как завершение постиндустриальной трансформации, в ходе которого информационные технологии обретают наконец адекватный своей сущности производственный базис.
К началу 2010-х годов указывался как один из лидеров научного направления «Современная форма научной философии» в ПГНИУ. Новые направления научной работы А. Ю. Внутских: комплексное исследование производительности труда и факторов, его определяющих, социология миграции, социологический анализ деятельности социально-ориентированных НКО. Научный руководитель проекта № 18-413-590009 Российского фонда фундаментальных исследований (Пермский государственный национальный исследовательский университет, 2018—2019). Исполнитель проекта № 16-18-10092 Российского Научного Фонда (Санкт-Петепрбургский государственный университет, 2016-18).
Под руководством А. Ю. Внутских ведется работа над диссертациями на соискание степени кандидата философских наук. Руководил работой аспирантов и соискателей по проблематике: разработка социально-философской концепции выбора в обществе; философия семьи; философский анализ феномена парапсихологии как паранауки.
Неоднократно участвовал по именному приглашению в конференциях всероссийского и международного уровня вне пределов Перми (в том числе в российских философских конгрессах в Москве (2005), Новосибирске (2009), Уфе (2015)).

## Организационно-административная деятельность
Будучи вторым (после И. С. Утробина) деканом философско-социологического факультета Пермского университета, А. Ю. Внутских значительно укрепил базовые специальности и направления факультета, а также способствовал открытию новых: «Клиническая психология» (с 2008), «Организация работы с молодежью» и «Искусства и гуманитарные науки» (с 2011). Он стал инициатором заключения договоров и меморандумов, способствовавших развитию сотрудничества с философским факультетом Люблянского университета (Словения), с философским факультетом и факультетом глобальных процессов МГУ им. М. В. Ломоносова, с Институтом философии РАН. До 2020-х годов координировал взаимодействие ПГНИУ с Бард-колледжем (США) и факультетом свободных искусств и наук СПбГУ.
А. Ю. Внутских — основной организатор ряда научных конференций: Всероссийской научно-практической конференции с элементами школы для молодых исследователей «Гуманитарные науки в условиях социокультурной трансформации: theoria cum praxis» (2013, 2015, 2017 гг.), ежегодной Международной конференции студентов, аспирантов и молодых учёных «Человек в мире. Мир в человеке: актуальные проблемы философии, социологии, политологии и психологии», проводимой совместно с Философским факультетом Люблянского университета (2012—2017), в оргкомитете которых А. Ю. Внутских выступил в качестве заместителя председателя (см. напр.), имели 100 и более участников в форматах офлайн и онлайн (при более чем 80 тезисах в каждом из сборников материалов данных конференций, см. напр.).

## Награды
- Лауреат конкурса за лучшую научно-исследовательскую работу ПГУ в области философских наук (2001, 2007).
- Победитель конкурса молодых преподавателей ведущих российских ВУЗов (фонд В. Потанина) (2002, 2003).
- Лауреат премии Пермского края в области науки II степени за лучшую работу в области философии и культурологи, (2007).
- Почётная грамота Пермского университета (2011).
- Почётная грамота Министерства образования Пермского края (2011).
- Почётная грамота Министерства образования и науки Российской Федерации (2012).
- Диплом Философского факультета Люблянского университета (Словения) за большой вклад в развитие международного сотрудничества в сфере научных исследований и академического обмена (2013, 2015).
- Благодарственное письмо Полномочного представителя Президента Российской Федерации в Приволжском Федеральном округе М.В. Бабича (2016).

## Основные работы
Автор и соавтор более 100 научных и научно-методических публикаций, 4 монографий (в том числе 3 коллективные); количество цитирований по РИНЦ — 191, индекс Хирша — 5 (по состоянию на июль 2021 года).
Книги
- Отбор в природе и обществе: опыт конкретно-всеобщей теории. Пермь: Изд-во Перм. ун-та, 2006. 335 с.
- Философия техники: хрестоматия / сост., ред. и вступ. ст. А. Ю. Внутских; Перм. гос. нац. иссл. ун-т. Пермь, 2012. 78 с.
- Внутских А. Ю., Ненашев М. И. Антропный принцип современной науки: содержание и философские интерпретации. Пермь: Перм. госуд. нац. исслед. ун-т, 2014. 79 с.

Статьи
- Интеграция научного знания и некоторые закономерности конкретно-всеобщей теории // Личность. Культура. Общество. 2000. Т. 2. Спецвыпуск. С. 177—179.
- О новой закономерности конкретно-всеобщей теории // Новые идеи в философии. Вып. 9. Пермь, 2000.
- Василенко Ю. В., Внутских А. Ю., Корякин В. В., Лоскутов Ю. В. Научная философия в XXI веке: итоги и перспективы // Философия и общество. 2001. № 1. С. 175—180.
- Отбор как всеобщий механизм развития (к вопросу об определении) // Новые идеи в философии. Вып. 10. Пермь, 2001.
- Внутских А. Ю., Корякин В. В. К вопросу о закономерном возникновении труда как сущностной силы человека // Новые идеи в философии. Вып. 11. Пермь, 2002.
- Механизмы «настройки» и «отбора» химико-физической и витально-субвитальной комплексных форм материи // Новые идеи в философии. Вып. 11. Пермь, 2002.
- Интеграция научного знания о человеке и проблема социального отбора // Личность. Культура. Общество. 2003. № 1-2. С. 96-102.
- Внутских А. Ю., Лоскутов Ю. В., Василенко Ю. В. Конференция «Актуальные проблемы научной философии» // Философия и общество. 2004. № 1. С. 197—200.
- Отбор как всеобщая закономерность развития и его проявление в социуме // Философия и общество. 2005. № 4. С. 73-92.
- Феномен экономической конкуренции в контексте общей теории селективных процессов // Вестник Российского государственного торгово-экономического университета. 2005. № 3. С. 100—107.
- Философские аспекты региональной конкурентоспособности // Вестник Российского государственного торгово-экономического университета. 2006. № 1. С. 110—113.
- Общественная конкуренция: история представлений и современность // Личность. Культура. Общество. 2006. № 4. С. 272—289.
- Концепция общественной конкуренции как элемент общей теории селективных процессов // Потребительский рынок в системе социально-экономических отношений (коллективная монография) / под ред. Е. В. Гордеевой. Пермь: Изд-во «ОТ и ДО», 2008. Т. 1. С. 9-20.
- Постиндустриальная экономика и её будущее в свете нанотехнологического переворота // Потребительский рынок в системе социально-экономических отношений (коллективная монография) / под ред. Е. В. Гордеевой. Пермь: Изд-во «ОТ и ДО», 2009. С. 9-24.
- К постановке проблемы философских оснований концепции нанореволюции // Новые идеи в философии. Вып. 18. Пермь, 2009.
- От наноиндустрии к постинформационному обществу // Вестник Вятского государственного гуманитарного университета. 2011. № 2 (недоступная ссылка). С. 6-11.
- О двух аспектах философской концепции отбора // Вестник Пермского университета. Серия «Философия. Психология. Социология». Выпуск № 4. 2011. С. 10-22.
- «Глобальный антропный принцип» современного естествознания и интерпретация смысла человеческого бытия // Вестник Пермского университета. Философия. Социология. Психология. 2012. № 1(9). С. 4—9.
- Внутских А. Ю., Ненашев М. И. О некоторых альтернативах философской интерпретации антропного принципа // Вестник Вятского государственного гуманитарного университета. 2012 № 3 (недоступная ссылка). С. 6-16.
- «Социальная селекция» как категория социально-гуманитарных наук: версия Уолтера Рансимена // Современные проблемы науки и образования. 2013. № 5.
- Внутских А. Ю., Железняк В. Н. Концепции конвергентных технологий и искусственного интеллекта: философские альтернативы // Вестник Вятского государственного гуманитарного университета. Киров. 2013. № 4 (1) (недоступная ссылка). С. 6-10.
- Внутских А. Ю., Зарипова Л. З. Психологические аспекты образовательного процесса в современных исследованиях // Вестник Брянского государственного университета. Педагогика и психология. 2014. № 1. С. 224—228.
- Внутских А. Ю., Оконская Н. К. О специфике социально-гуманитарных исследований периода «аномальной» науки: диалог исследовательских программ // Вестник Вятского государственного гуманитарного университета. Киров. 2014. № 10. (недоступная ссылка) С. 6-11.
- Внутских А. Ю., Сокрута Л. В., Пищальников Д. В. Повышение производительности труда как междисциплинарная проблема: историческая ретроспектива // Вестник Пермского университета. Философия. Социология. Психология. 2015. № 4. С. 132—142.
- Скоморохов М. В., Внутских А. Ю. Проблема демаркации науки и паранауки: история и современное состояние // Вестник Вятского государственного гуманитарного университета. Киров, 2015. № 7 (недоступная ссылка). С. 16-21.
- О точках бифуркации как элементарных единицах процесса развития и «ценности прошлого» // Вестник Вятского государственного гуманитарного университета. Киров, 2015. № 10. С. 6-8.
- Внутских А. Ю., Панов В. Ф. Пути к единой теории и селекция научных исследовательских программ в современной физике // Новые идеи в философии. Вып. 23. Пермь, 2015.
- Пешина Е. В., Внутских А. Ю. Альтернативные модели взаимодействия семьи и государства // Вестник Пермского университета. Философия. Психология. Социология. 2016. № 1. С. 30-37.
- Большаков Д. В., Внутских А. Ю. Концепция выбора как элемент теории принятия решений // Социум и власть. 2016. № 1. С. 97-100.
- Панов В. Ф., Внутских А. Ю. Вселенная в разных метафизических парадигмах // Метафизика. 2016. № 1. С. 96-102.
- Внутских А. Ю., Панов В. Ф. О потенциале принципов холизма и меризма в развитии фундаментальных физических теорий // Новые идеи в философии. Вып. 24. Пермь, 2016.
- Скоморохов М. В., Внутских А. Ю. О диалектической связи академической науки и паранауки // Новые идеи в философии. Вып. 25. Пермь, 2017.